# Níger (estado)
Níger é o maior estado da Nigéria, criado em 3 de fevereiro de 1976. Sua capital é a cidade de Minna. Em 2012 a população era 4.77.488 habitantes, numa área de 76 363 km².